# 佛山市新福利巴士
佛山市新福利巴士服務有限公司（簡稱佛山新福利），成立於2004年6月，是佛山市首家中外合資的公交企業，曾是澳門新福利集團有限公司屬下企業，於2004年7月底正式營運。

## 介紹
佛山市新福利公司的開業註冊資金2500萬人民幣，曾有路線9條，擁有營運車輛60多部，員工近200人。該公司的企業精神是“以人為本，以客為先”，根據運行快捷、美觀舒適、服務設施先進、環保性能好的要求，公司投放九條公交路線的106輛營運車輛全部使用具有三高（高比功率、高可靠性、高舒適性）、三低（低底盤、低噪音、低排放）特點的新車。車輛發動機的廢氣排放達到歐Ⅱ以上標準。
公司原有的辦公地點在佛山市江灣二路九號三樓，設有行政部、車務部、廠務部和人力資源部四個部門，並設有維修廠和保養車間。公司首期投入營運的有九條公交路線（其中一條為旅遊線）、106輛營運車輛。
由於多年虧損，由2009年7月1日起易主，由佛山市汽車運輸集團有限公司收購。

## 歷史

### 2004年
4月18日，廣州市新福利巴士服務有限公司以公開投標，取得佛山市9條路線8年的經營權。
5月13日，新福利巴士公司董事長廖澤雲先生與佛山市政府副秘書長和市交通局局長盧立湃簽署經營佛山巴士服務的合同。投資4,100萬元，購進86臺10米和11米駿威冷氣大巴和20臺8米金龍冷氣大巴。
6月，佛山市新福利巴士服務有限公司成立。7月29日，佛山市新福利巴士服務有限公司正式營運。 

### 2005年
該司經多次爭取與協商，9條營運線路中有5條獲批准進行適當的延伸調整，改善了經營環境，營運收益有所提高。調整營運車輛。進行第一階段的調整配車數計劃，由106部減至86部。配合調整營運車輛計劃，投資1,070萬元，購進40部8米新金龍冷氣大巴。繼續調整營運車輛。進入第二階段的調整配車數計劃，營運配車數最終調整為60臺，大幅度降低了經營成本。40部8米新金龍冷氣大巴全部投入營運。

### 2009年
7月1日，因多年虧損，公司由佛汽集團收購接管。而新福利的所有對外形象則會繼續使用一段时間才取消。

### 2012年
佛山市新福利巴士服務有限公司更名為佛山市新力巴士服務有限公司

## 佛山新福利經營路線
| 線路 | 起訖點                | 車資 |
| ---- | --------------------- | ---- |
| 137  | 南風古灶↔千燈湖       | 2元  |
| 139  | 佛山奧園↔海景花園     | 2元  |
| 140  | 禪城中心醫院↔怡翠花園 | 2元  |
| 141  | 東方廣場↔大都村       | 2元  |
| 142  | 南庄客運站↔梧村       | 2元  |
| 143  | 市一醫院總站↔湖涌村   | 2元  |
| 144  | 堤田市場↔醒群村尾總站 | 2元  |
| 145  | 隆慶渡口↔佛山奧園     | 2元  |
| 156  | 火車站↔鎮安           | 2元  |
| 157  | 市一醫院↔沙口水廠     | 2元  |
| 158  | 市一醫院↔羅村         | 2元  |
| 159  | 火車站↔瀾石           | 2元  |

## 外部連結
- 新福利集團-官方網頁